# Vu Gia
Vu Gia là một xã thuộc thành phố Đà Nẵng, Việt Nam.
Xã Vu Gia có diện tích 7,34 km², dân số năm 2019 là 7.395 người, mật độ dân số đạt 1.008 người/km².
Xã Vu Gia là một xã mới được thành lập tại Đà Nẵng, trên cơ sở sáp nhập các xã Đại Phong, Đại Minh và Đại Cường. Xã này nằm ở phía Tây Bắc thành phố, thuộc khu vực thượng nguồn sông Vu Gia.
Thông tin chi tiết:
- Vị trí địa lý: Xã Vu Gia nằm ở phía Bắc, giáp với các xã Hà Nha và Đại Lộc.
- Diện tích: Xã có diện tích 25,12 km2.
- Dân số: Tính đến tháng 7/2025, xã có 27.649 người.
- Trụ sở UBND: Đặt tại xã Đại Minh (Đại Lộc cũ).
- Đặc điểm: Xã nằm ở khu vực thượng nguồn sông Vu Gia, có địa hình đa dạng, bao gồm cả đồng bằng, đồi núi thấp và rừng nguyên sinh.
- Giao thông: Đang được nâng cấp, kết nối với quốc lộ 14B, giúp rút ngắn thời gian di chuyển đến trung tâm Đà Nẵng.
- Tiềm năng: Vị trí này tạo điều kiện thuận lợi cho giao thông thủy, phát triển nông nghiệp, lâm nghiệp và du lịch sinh thái.